# Mischocyttarus mourei
Mischocyttarus mourei är en getingart som beskrevs av Zikan 1949. Mischocyttarus mourei ingår i släktet Mischocyttarus och familjen getingar. Inga underarter finns listade i Catalogue of Life.